# Ellen Wright Blackwell
Ellen Wright Blackwell (7 de octubre de 1864 - 24 de febrero de 1952) fue una escritora, y botánica inglesa-neozelandesa, quien impactó en el campo de la botánica en Nueva Zelanda.  Nació en Northampton, Northamptonshire, Inglaterra en 1864.

## Biografía

### Primeros años
Nació en Northampton de John y de Anna Maria Blackwell, la sexta hija y noveno vástago de sus once hijos.  Con anterioridad a su llegada a Nueva Zelanda escribió algunos libros religiosos para niños bajo el nombre "Grace Winter".

### Arribo a Nueva Zelanda
Blackwell llegó a Nueva Zelanda en 1904 para visitar sus dos hermanos William y Frank, quienes habían emigrado a Nueva Zelanda anteriormente. Robert Malcolm Laing, quién era coautor con Blackwell de Plantas de Nueva Zelanda, era otro pasajero en el Omrah, el barco en que Blackwell viajaba. Laing se unió al barco en Nápoles. Los dos viajeros descubrieron su interés común en la botánica; y, bajaban juntos en algunos de los puertos intemedios. Así, una amistad se estableció y después de arribar a Nueva Zelanda, en 1904,  quedaron en contacto.

### Plantas de Nueva Zelanda
Después de llegar a Auckland, Blackwell visitó a su hermano Frank, un fotógrafo, en Pahi, en enero de 1904. Se quedó en Nueva Zelanda tres años, visitando otras áreas. Luego con Laing, juntos produjeron Plantas de Nueva Zelanda. Ese libro primero se publicó en 1906 bajo la autoría de Laing y Blackwell, con 160 fotografías originales por Blackwell y su hermano Frank. Fue al mismo tiempo un texto popular, bien ilustrado y con autoridad científica sobre las plantas de Nueva Zelanda. Varias generaciones de personas interesadas en las plantas nativas de Nueva Zelanda lo utilizaban como libro de referencia constante; y, botánicos profesionales que los estimulaba a profundizar sobre la flora nativa de Nueva Zelanda. Sigue siendo un clásico en literatura biológica de Nueva Zelanda. El libro es también notable, por sus intentos por integrar por primera vez aspectos de la cultura neozelandesa (incluyendo Maori) a un marco botánico. Primero publicado en 1906 por Whitcombe y Tombs con una segunda edición revisada en 1907, tercera (1927) y cuarta (1940) con las ediciones revisadas por Laing. Hubo una quinta edición en 1949 y una reimpresa "sexta edición" en 1957. Ya la séptima edición fue revisada por Eric Godley y los editores fueron Whitcombe y Tombs.

### Controversia
Ha habido algún debate entre académicos respecto de la contribución relativa de los dos autores a Plantas de Nueva Zelanda.

### Últimos años
Blackwell volvió a Inglaterra poco después que el libro se publicó; y, ya no regresó a Nueva Zelanda. En Londres, el 14 de octubre de 1910 Blackwell se casó con Thomas Maidment. Escribió dos libros religiosos para niños, publicados en 1923 y 1926. Falleció en Portsmouth el 24 de febrero de 1952.